# Роберт Вант Гоф
Роберт Вант Гоф (англ. Robert Van't Hof; нар. 10 квітня 1959) — колишній американський тенісист.
Найвищу одиночну позицію світового рейтингу — 25 місце досяг 4 липня 1983, парну — 20 місце — 25 серпня 1986 року.
Здобув 2 одиночні та 6 парних титулів.
Найвищим досягненням на турнірах Великого шолома були чвертьфінали в парному розряді.

## Фінали за кар'єру

### Одиночний розряд
| Результат | W/L | Рік  | Турнір               | Покриття  | Суперник        | Рахунок  |
| --------- | --- | ---- | -------------------- | --------- | --------------- | -------- |
| Поразка   | 0–1 | 1980 | Гобарт, Австралія    | Тверде    | Шломо Глікштейн | 6–7, 4–6 |
| Перемога  | 1–1 | 1981 | Тайбей, Тайвань      | Килим (i) | Пет Дюпре       | 7–5, 6–2 |
| Поразка   | 1–2 | 1982 | Клівленд, Огайо, США | Тверде    | Сенді Меєр      | 5–7, 3–6 |
| Перемога  | 2–2 | 1989 | Сеул, Південна Корея | Тверде    | Бред Дрюетт     | 7–5, 6–4 |

### Парний розряд
| Результат | W/L | Рік  | Турнір                         | Покриття  | Партнер                | Суперники                                   | Рахунок       |
| --------- | --- | ---- | ------------------------------ | --------- | ---------------------- | ------------------------------------------- | ------------- |
| Поразка   | 0–1 | 1981 | Токіо, Японія                  | Ґрунт     | Ларрі Стефанкі         | Гайнц Ґюнтгардт Балаж Тароці                | 6–3, 2–6, 1–6 |
| Поразка   | 0–2 | 1982 | Окленд, Нова Зеландія          | Тверде    | Ларрі Стефанкі         | Ендрю Джарретт Джонатан Сміт                | 5–7, 6–7      |
| Перемога  | 1–2 | 1982 | Тайбей, Тайвань                | Килим (i) | Ларрі Стефанкі         | Фред Макнеер Тім Вілкінсон                  | 6–3, 7–6      |
| Перемога  | 2–2 | 1984 | Бристоль, Англія               | Трава     | Ларрі Стефанкі         | Джон Александер Джон Фіцджеральд (тенісист) | 6–4, 5–7, 9–7 |
| Перемога  | 3–2 | 1985 | Лос-Анджелес, Каліфорнія, США  | Тверде    | Скотт Девіс            | Пол Еннекон Хрісто ван Ренсбург             | 6–3, 7–6      |
| Перемога  | 4–2 | 1986 | Атланта, Джорджія, США         | Килим (i) | Енді Колберг           | Крісто Стейн Дані Віссер                    | 6–2, 6–3      |
| Перемога  | 5–2 | 1990 | Окленд, Нова Зеландія          | Тверде    | Келлі Джонс (тенісист) | Гілад Блюм Паул Гаргейс                     | 7–6, 6–0      |
| Перемога  | 6–2 | 1990 | Сан-Франциско, Каліфорнія, США | Килим (i) | Келлі Джонс            | Гленн Леєндекер Річі Ренеберг               | 2–6, 7–6, 6–3 |
| Поразка   | 6–3 | 1991 | Гонконг, КНР                   | Тверде    | Гленн Мічібата         | Патрік Гелбрайт Тодд Вітскен                | 2–6, 4–6      |